# مزرعه علی‌آباد (هرسین)
مزرعه علی‌آباد روستایی در دهستان حومه بخش مرکزی شهرستان هرسین استان کرمانشاه ایران است.

## جمعیت
بر پایه سرشماری عمومی نفوس و مسکن در سال ۱۳۹۵ این روستا بدون جمعیت بوده‌است.